# 1932
| 1932                                                         |
| ------------------------------------------------------------ |
| Dødsfald - Fødsler                                           |
| • Begivenheder • Film • Litteratur • Musik • Politik • Sport |

| Gregoriansk kalender | 1932 MCMXXXII           |
| Ab urbe condita      | 2685                    |
| Armensk kalender     | 1381 ԹՎ ՌՅՁԱ            |
| Kinesiske kalender   | 4628 – 4629 辛未 – 壬申 |
| Etiopisk kalender    | 1924 – 1925             |
| Jødisk kalender      | 5692 – 5693             |
| Hindukalendere       |                         |
| - Vikram Samvat      | 1987 – 1988             |
| - Shaka Samvat       | 1854 – 1855             |
| - Kali Yuga          | 5033 – 5034             |
| Iransk kalender      | 1310 – 1311             |
| Islamisk kalender    | 1351 – 1352             |

Konge i Danmark: Christian 10. 1912-1947
Se også 1932 (tal)

## Begivenheder

### Januar
- 1. januar – Bilfabrikken GAZ (Gorkovskij Avtomobilnij Zavod) startes som et samarbejde mellem Ford og den russiske stat.
- 9. januar – Den østrigske ingeniør Gustav Tauschek fremstiller det første datalager på en magnettromle

### Marts
- 1. marts - Anne og Charles Lindberghs søn på ét år kidnappes, og der bliver krævet en løsesum. Den 12. maj bliver drengen fundet dræbt nær hjemmet i USA

### April
- 10. april - Paul von Hindenburg genvælges som rigspræsident i konkurrence med bl.a. Adolf Hitler

### Maj
- 16. maj - Rutchebanen på Dyrehavsbakken åbner

### Juli
- 31. juli - i Tyskland bliver Adolf Hitlers NSDAP landets største parti med 37,8 % af stemmerne og 230 mandater i Rigsdagen

### September
- 23. september - Kong Ibn Saud afslutter sammenlægningen af sine besiddelser på Den Arabiske Halvø og giver det nye land navnet Kongeriget Saudi-Arabien

### Oktober
- 3. oktober –  Irak opnår uafhængighed fra Storbritannien

### November
- 16. november - der afholdes folketingsvalg, hvorved Danmarks Kommunistiske Parti for første gang opnår repræsentation til Folketinget. Socialdemokraten Thorvald Stauning fortsætter som statsminister

### Udateret
- Charles Lindberghs 20 måneder gamle søn kidnappes og findes senere død

## Født

### Januar
- 5. januar – Umberto Eco, italiensk forfatter (Rosens navn) (død 2016).

### Februar
- 2. februar – Jens Jørgen Thorsen, dansk multikunstner og filminstruktør (død 2000).
- 5. februar – H.O.A. Kjeldsen, dansk godsejer og politiker (død 2019).
- 5. februar – Cesare Maldini, italiensk fodboldspiller og -træner (død 2016).
- 18. februar – Malin Lindgren, dansk journalist og forfatter (død 2006).
- 20. februar – Diana Pereira Hay, dansk komponist og pianist.
- 22. februar – Edward Kennedy, amerikansk senator (død 2009).
- 24. februar – Michel Legrand, fransk komponist og dirrigent (død 2019).
- 26. februar – Johnny Cash, amerikansk sanger (død 2003).
- 27. februar – Elizabeth Taylor, engelsk skuespillerinde (død 2011).

### Marts
- 2. marts – Ernst Meyer, dansk skuespiller (død 2008).
- 4. marts – Miriam Makeba, sydafrikansk sanger (død 2008).
- 4. marts – Ryszard Kapuściński, polsk forfatter (død 2007).
- 6. marts – Bronisław Geremek, polsk forfatter (død 2008).
- 7. marts – Francesco Cristofoli, dansk dirigent, kapelmester og operachef (død 2004).

### April
- 1. april – Debbie Reynolds, amerikansk skuespillerinde (død 2016).
- 4. april – Dick Lugar, amerikansk politiker (død 2019).
- 10. april – Omar Sharif, ægyptisk bridge- og skuespiller (død 2015).
- 11. april – Joel Grey, amerikansk skuespiller.
- 23. april – Vic Seipke, bodybuilder (Mr. America) og nøgenmodel.

### Maj
- 2. maj – Erik Kühnau, dansk skuespiller (død 2022).

### Juni
- 12. juni – Arne Skovhus, dansk skuespiller og teaterdirektør (død 1983).
- 13. juni – Holger Vistisen, dansk skuespiller (død 2007).
- 17. juni – John Murtha, amerikansk politiker (død 2010).

### Juli
- 9. juli – Donald Rumsfeld, amerikansk politiker og forsvarsminister (død 2021).
- 13. juli – Per Nørgård, dansk komponist (død 2025).
- 18. juli – Henning Palner, dansk skuespiller (død 2018).
- 20. juli – Ove Verner Hansen, dansk operasanger (død 2016).
- 20. juli – Otto Schily, tysk jurist og politiker.
- 30. juli – Sys Hartmann, dansk kunsthistoriker (død 2011).

### August
- 2. august – Peter O'Toole, irsk skuespiller (død 2013).
- 4. august – Gregers Dirckinck-Holmfeld, dansk forfatter og tv-vært.
- 7. august – Edward Hardwicke, engelsk skuespiller (død 2011).
- 17. august – V. S. Naipaul, vestindisk forfatter og modtager af Nobelprisen i litteratur (død 2018).
- 18. august – Zito, brasiliansk fodboldspiller (død 2015).
- 20. august – Jan Leth, dansk billedkunstner (død 2010).
- 24. august – William Morgan Sheppard, britisk skuespiller (død 2019).
- 26. august – Jess Ørnsbo, dansk forfatter, digter og dramatiker (død 2019).

### September
- 22. september – Ingemar Johansson, svensk bokser (død 2009).
- 25. september – Adolfo Suárez, spansk politiker (død 2014).
- 25. september – Terry Medwin, walisisk fodboldspiller (død 2024).
- 26. september – Manmohan Singh, indisk politiker (død 2024).
- 26. september – Knud Heinesen, dansk politiker og erhvervsmand (død 2025).

### Oktober
- 2. oktober – Hans V. Bischoff, dansk journalist (død 2021).
- 24. oktober – Stephen Covey, amerikansk forfatter (død 2012).
- 30. oktober - William Christopher, amerikansk skuespiller (død 2016).

### November
- 8. november – Bent Werther, dansk sanger (død 1973).
- 10. november – Roy Scheider, amerikansk skuespiller (død 2008).
- 12. november – Bent Exner, dansk guldsmed og billedkunstner (død 2006).
- 15. november – Petula Clark, engelsk sangerinde og skuespillerinde.
- 19. november – Hanne Løye, dansk skuespillerinde.
- 21. november – Pelle Gudmundsen-Holmgreen, dansk komponist (død 2016).
- 23. november – Shel Silverstein, amerikansk sangskriver (død 1999).
- 29. november – Jacques Chirac, fransk præsident (død 2019).

### December
- 5. december – Little Richard, amerikansk sanger, sangskriver og pianist (død 2020).
- 7. december – Ellen Burstyn, amerikansk skuespillerinde.
- 11. december – Vibeke Woldbye, dansk kunsthistoriker (død 2015).

## Dødsfald

### Januar
- 7. januar – Olfert Jespersen, dansk musikdirektør, komponist og dirigent (født 1863).
- 15. januar – Georg Michael Kerschensteiner, tysk erfaringspædagog (født 1854).
- 28. januar – Sophus Michaëlis, dansk digter (født 1865).

### Februar
- 11. februar – Axel Grandjean, dansk komponist (født 1847).
- 16. februar – Ferdinand Buisson, fransk pædagog, politiker og nobelprismodtager (født 1841).

### Marts
- 6. marts – John Philip Sousa, amerikansk komponist, orkesterleder og dirigent (født 1854).
- 7. marts – Aristide Briand, fransk premierminister og nobelprismodtager (født 1862).
- 14. marts – George Eastman, amerikansk grundlægger (født 1854).
- 15. marts – Carl Harild, dansk arkitekt (født 1868).
- 25. marts – Andreas du Plessis de Richelieu, dansk direktør, kammerherre, minister og viceadmiral (født 1852).
- 28. marts – V.A. Falbe-Hansen, dansk nationaløkonom, politiker, jurist og professor (født 1841).
- 28. marts – Leslie M. Shaw, amerikansk politiker og finansminister (født 1848).

### April
- 2. april – Hans Tegner, dansk tegner og porcelænskunstner (født 1853).
- 4. april – Wilhelm Ostwald, tysk kemiker og nobelprismodtager (født 1853).
- 18. april – Degn Brøndum, dansk hotelejer og købmand (født 1856).

### Maj
- 7. maj – Paul Doumer, fransk præsident (født 1857).
- 16. maj – Isabelle Brockenhuus-Løwenhielm, dansk forstander og stiftelsesgrundlægger (født 1856).
- 21. maj – Alfred Benzon, dansk apoteker, fabrikejer og politiker (født 1855).
- 22. maj – Isabella Augusta Gregory, irsk forfatter (født 1852).
- 25. maj – Franz Ritter von Hipper, tysk admiral (født 1863).

### Juni
- 14. juni – Peter Adler Alberti, dansk politiker (født 1851).
- 22. juni – Bernhard Bang, dansk dyrlæge, æresdoktor og professor (født 1848).

### Juli
- 2. juli – Emanuel 2. af Portugal, Portugals sidste konge (født 1889).
- 6. juli – Kenneth Grahame, engelsk forfatter (født 1859).
- 28. juli - Charlotte Munck, dansk sygeplejerske (født 1876).

### August
- 26. august – Henrik Vedel, dansk departementschef og minister (født 1867).

### September
- 16. september – Ronald Ross, engelsk læge og nobelprismodtager (født 1857).
- 24. september - Frants Buhl, dansk orientalist og teolog (født 1850).
- 29. september – Hans Kjær, dansk arkæolog og idrætsleder (født 1873).

### Oktober
- 29. oktober – Joseph Babinski, fransk læge (født 1857).

### November
- 7. november - Einar Brünniche, dansk psykiater (født 1866).

### December
- 9. december – Olaf Hansen, dansk digter, forfatter og dramatiker (født 1870).
- 18. december – Eduard Bernstein, tysk socialist (født 1850).
- 25. december – Ernst Rolf, svensk sanger og revyskuespiller (født 1891).

## Nobelprisen
- Fysik – Werner Heisenberg
- Kemi – Irving Langmuir
- Medicin – Sir Charles Scott Sherrington, Edgar Douglas Adrian
- Litteratur – John Galsworthy
- Fred – Ingen uddeling

## Sport
- 4.-15. februar - Vinter-OL i Lake Placid, USA
- Ved de olympiske lege vinder Jens Houmøller Klemmensen sølv i arkitekturkonkurrencen for tegningerne til en folke- og idrætspark, mens Josef Petersen får sølv i litteraturkonkurrencen for Argonauterne.

## Film
- Han, hun og Hamlet, dansk film.
- Kirke og orgel, dansk film.
- Odds 777, dansk film.
- Skal vi vædde en million?, dansk film.